# Crònica de Dalimil
La Crònica de Dalimil (txec: Dalimilova kronika) o Crònica del Pseudo-Dalimil (txec: Kronika tak řičeného Dalimila) és la primera crònica escrita en llengua txeca. Fou escrita poc després de 1310. El seu nom prové del fet que al s. XVI l'atribuïren per error a un clergue anomenat Dalimil de Meziříčí (Dalimil Meziříčský). Tot i que aquesta atribució està descartada, se n'ha mantingut el nom.

## Autor i data
L'autor degué ser un noble de la Bohèmia nord-oriental, tot i que se'n desconeix la veritable identitat. L'obra defensa els interessos de la noblesa latifundista, i recela de la creixent influència de la burgesia alemanya a Bohèmia.
El cos principal de l'obra —106 capítols— fou escrit, segons Bruno Meriggi, entre 1308 i 1314. S'hi afegiren quatre capítols, entre 1315 i 1318.
Al 1541, l'erudit Václav Hájek n'atribuí l'autoria a un clergue anomenat Dalimil de Meziříčí (Dalimil Meziříčský). Aquesta hipòtesi està hui completament descartada.

## Contingut
L'argument de la Crònica de Dalimil és la història del poble txec, que comença amb l'episodi mític de la torre de Babel i arriba fins a la pujada al tron de Joan el Cec, al 1310. Comprén 106 capítols. Una de les fonts principals és la Crònica txeca (Chronica bohèmia), escrita en llatí per Cosmas de Praga a la primeria del segle xii. Per als esdeveniments més recents, l'autor fa servir la seua pròpia experiència, així com altres fonts que no es conserven en l'actualitat. S'ha assenyalat, tanmateix, que en el text hi ha nombrosos errors i confusions.
L'obra té una clara funció propagandística. Exalta el nacionalisme txec i ataca durament la influència alemanya a Bohèmia, que afectava sobretot la noblesa i l'alt clergat. La crònica conclou amb una exhortació al nou monarca, Joan I de Bohèmia, a defensar els interessos del país.

## Estil
Està escrita en versos de mètrica variable, amb un llenguatge proper al popular.

## Difusió
L'obra assolí una gran difusió en la seua època. No se'n conserven, però, manuscrits originals en txec. Se sap que fou traduïda a l'alemany i al llatí. L'únic manuscrit conservat de l'obra és en llatí i fou recentment descobert.
La primera edició impresa data de 1620. Després va caure en oblit. Al 1786 es tornà a publicar, aquesta vegada per František Faustin Procházka (1749-1809), i en els anys successius va contribuir al renaixement del nacionalisme txec. Al 1823, Václav Hanka (1791-1861) intentà editar l'obra, però la censura li ho impedí a causa de l'intens sentiment antialemany que impregna la Crònica. Hanka la publicà a Leipzig. Després es produí certa relaxació de la censura i finalment l'obra pogué aparéixer també a Praga.

## Manuscrits
Al 2005, l'investigador François Avril va descobrir, a París, un fragment d'una traducció de la crònica al llatí, desconeguda fins al moment. Aquest manuscrit l'adquirí el mateix any la Biblioteca Nacional de Praga. Potser el traductor procedia del nord d'Itàlia, i hauria actuat per encàrrec de l'emperador Carles IV.